# Son Altesse Royale (film, 1953)
Pour les articles homonymes, voir Son Altesse Royale (homonymie).
Pour plus de détails, voir Fiche technique et Distribution.
Son Altesse Royale (Königliche Hoheit) est un film allemand réalisé par Harald Braun, sorti en 1953.
Il s'agit d'une adaptation du roman de Thomas Mann.

## Synopsis
Au tournant du siècle, Albert II règne sur le grand-duché (fictif) de Grimmburg. Afin de redonner une dynamique à son pays, l'homme malade et fatigué souhaite établir une régence en faveur de son frère cadet Klaus Heinrich, qui porte le titre d'Altesse Royale.
La vie se passe paisiblement jusqu'à l'arrivée du millionnaire américain Samuel Spoelman et de sa fille Imma. Samuel Spielmann se trouve à la station thermale dans la capitale du grand-duché. Quand Imma et l'Altesse Royale se rencontrent, le vieux monde et le nouveau monde sont ensemble. Malgré les différences, une histoire d'amour passionnée naît. Mais le destin aristocratique empêche Klaus Heinrich d'épouser une roturière.

## Fiche technique
- Titre français : Son Altesse Royale[1]
- Titre original allemand : Königliche Hoheit
- Réalisation : Harald Braun assisté de Rainer Geis
- Scénario : George Hurdalek, Hans Hömberg
- Musique : Mark Lothar
- Direction artistique : Walter Haag, Heinz Kutzner
- Costumes : Alfred Bücken
- Photographie : Werner Krien
- Son : Heinz Martin
- Montage : Claus von Boro (de)
- Production : Hans Abich (de)
- Sociétés de production : Filmaufbau
- Société de distribution : Schorcht Filmverleih
- Pays d'origine :  Allemagne de l'Ouest
- Langue : allemand
- Format : Couleur - 1,37:1 - Mono - 35 mm
- Genre : Drame
- Durée : 102 minutes
- Dates de sortie :
  -  Allemagne de l'Ouest : 22 décembre 1953.
  -  Autriche : 11 mars 1954.
  -  Danemark : 19 janvier 1955.
  -  Finlande : 18 février 1955.
  -  Pays-Bas : 8 juillet 1955.
  -  France : 28 septembre 1956[1].
- Affiche : Macario Gómez Quibus (Espagne)

## Distribution
- Dieter Borsche : Prince Klaus Heinrich
- Ruth Leuwerik : Imma Spoelman
- Rudolf Fernau : Le grand-duc Albert
- Paul Bildt : Le ministre von Knobelsdorff
- Paul Henckels : Le hofmarschall Bühl zu Bühl
- Mathias Wieman : Dr. Raoul Überbein
- Lil Dagover : La comtesse Löwenjoul
- Heinz Hilpert : Samuel Spoelman
- Günther Lüders : Le majordome Neumann
- Hans Hermann Schaufuss : Le directeur de l'hôtel
- Tilo von Berlepsch (de) : L'adjudant